# City of Crime
Pour plus de détails, voir Fiche technique et Distribution.
City of Crime (City of Industry) ou Cité de l'industrie au Québec est un film américain réalisé par John Irvin, sorti en 1997.

## Synopsis
Roy Egan participe à un braquage d'une bijouterie à Palm Springs à la demande de son frère cadet Lee, qui travaille en équipe avec son ami Jorge et le déjanté Skip. Le hold-up a réussi, mais au moment du partage, Skip double ses partenaires et abat Lee et Jorge, à l'exception de Roy, qui arrive à s'échapper. Il décide de retrouver Skip à tout prix, afin de venger son frère. Pour cela, il va obtenir l'aide de Rachel, la femme de Jorge.

## Fiche technique
- Titre : City of Crime
- Titre original : City of Industry
- Réalisation : John Irvin
- Scénario : Ken Solarz
- Photographie : Thomas Burstyn
- Montage : Mark Conte
- Musique : Stephen Endelman
- Casting : Cathy Henderson-Martin et Dori Zuckerman
- Producteurs : Evzen Kolar et Ken Solarz
- Coproducteurs : Matthew Gayne et Frank K. Isaac
- Producteur exécutif : Barr B. Potter
- Pays de production :  États-Unis
- Langue : Anglais
- Budget : 8 millions de dollars
- Tournage : du 16 avril 1996 au 8 juin 1996
- Genre : Drame et thriller
- Durée : 97 minutes
- Dates de sortie en salles :
  - États-Unis : 14 mai 1997
  - France : 25 juin 1997
  - Belgique : 15 août 1997
- Le film est interdit aux moins de 12 ans lors de sa sortie en salles[Où ?].

## Distribution
- Harvey Keitel (VF : Bernard-Pierre Donnadieu) : Roy Egan
- Stephen Dorff (VF : Jean-Pierre Michael) : Skip Kovich
- Timothy Hutton (VF : Eric Herson-Macarel) : Lee Egan
- Wade Dominguez (VF : Joel Zaffarano) : Jorge Montana
- Famke Janssen (VF : Coralie Zahonero) : Rachel Montana
- Lucy Liu : Cathy Rose
- Dana Barron : Gena
- Michael Jai White : Odell
- Elliott Gould : Harvey, Loan Shark
- Brian Brophy : Harold Backus, l'avocat

## Autour du film
- Le film comporte quelques-unes des premières apparitions des actrices Lucy Liu et Famke Janssen qui, par la suite, sont passées à la célébrité dans Charlie et ses drôles de dames (Charlie's Angels) et X-Men.